# Okręg Montdidier
Okręg Montdidier (fr. Arrondissement de Montdidier) – okręg w północno-wschodniej Francji. Populacja wynosi 51 600.

## Podział administracyjny
W skład okręgu wchodzą następujące kantony:
- Ailly-sur-Noye,
- Montdidier,
- Moreuil,
- Rosières-en-Santerre,
- Roye.